# Oración relativa alemana
La oración relativa en alemán es una oración subordinada. El verbo conjugado se coloca al final. La oración principal y la oración subordinada se separan mediante una coma.

## Base de la oración relativa
La base de la oración relativa es un pronombre relativo. Su determinante es una proposición con un verbo en posición final. La posición final del verbo se debe al hecho de que una oración relativa es una oración subordinada (debido a que el relativo ocupa la posición de núcleo del sintagma complementante, el verbo finito no puede ascender a la posición V2, por lo que debe quedarse en posición final).
La oración relativa completa o da información más precisa sobre un sustantivo y se encuentra más que todo directamente después de este sustantivo. 
Der Amerikaner, der die Glühlampe erfand,...

### Elección del pronombre relativo

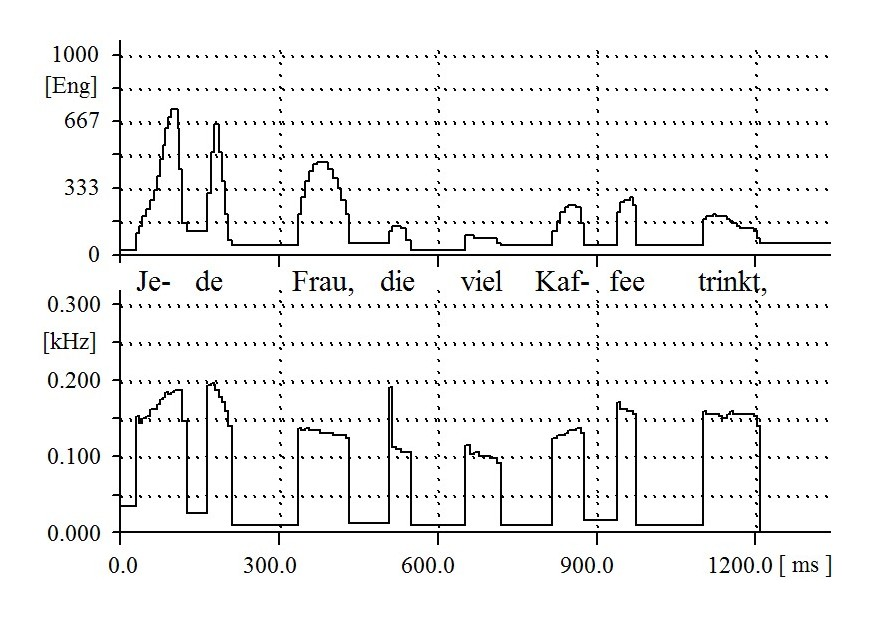
La entonación de la oración de relativo restrictiv alemana, (Snježana Kordić)

El pronombre relativo hace referencia a un sustantivo con el que tiene que concordar en caso y género:
Der Mann war Skilehrer. Der Mann war auch Feuerwehrkommandant.
Der Mann, der Skilehrer war, war auch Feuerwehrkommandant (masc. sing.).

### Función del pronombre relativo
El pronombre relativo también tiene una función gramatical en la oración relativa. Es sujeto o complemento y por tanto puede estar en caso nominativo, acusativo o dativo.

#### Nominativo
Sie ist die einzige, die das verstanden hat.

#### Acusativo
Der Mann, den ich gestern wiedergesehen habe, ist Skilehrer.

#### Dativo
Der alte Mann, dem die Feuerwehrleute zu Hilfe kamen, wollte sich nicht retten lassen.

## La oración relativa como intercalación en la oración subordinada
Las oraciones relativas pueden estar al interior de:
- Una oración principal
- Una oración subordinada
- Una oración infinitiva
- Incluso dentro de otra oración relativa

En oración principal
Ich suche ein Geschenk für meine Freundin, die morgen Geburtstag hat.
'Busco un regalo para mi amiga, que cumple años mañana'
En oración subordinada
Peter sagt, dass ihm seine Freundin, die du bald kennenlernen wirst, ein dickes Wörterbuch geschenkt hat
'Pedro dice que su amiga, a la que pronto conocerás, le regaló un grueso diccionario.'
En oración infinitiva
Es ist nicht nötig, Peter, der sich über nichts freut, ein Geschenk zu machen.
'No es necesario, Pedro, el, , hacer un regalo.'
En otra oración relativa
Das Kind, das den Bären, der so schön weich ist, zum Geburtstag bekommen hat, umarmt ihn jetzt jede Nacht.

## Oración relativa con pronombre relativo en caso genitivo
El pronombre relativo en genitivo sustituye un atributo genitivo o un pronombre posesivo.
Atributo genitivo
Das alte Auto der Familie fährt sich fast nie. Sie müssen sich bald ein neues Auto anschaffen.
'Este coche viejo que de la familia casi nunca funciona. Deben comprarse pronto un nuevo coche.'
Die Familie, deren altes Auto sich nicht mehr fährt, müssen sich bald ein neues Auto anschaffen.
'La familia cuyo viejo coche casi nunca funciona, debe comprarse pronto un nuevo coche.'
Pronombre posesivo
Das ist Peter. Seine Freundin ist sehr nett.
'Este es Pedro, su novia es muy simpática.'
Das ist Peter, dessen Freundin sehr nett ist.
'Este es pedro, cuya novia es muy simpática.'
Genitivo con adjetivo acompañando al sustantivo
Sigue la declinación fuerte o sin adjetivo (Tipo 3):
Siehst du den Mann dort, dessen junger Hund so tolle Sprünge macht?
'¿Ves el hombre allí, cuyo joven perro hace buenos saltos?'

## Comparación con el español
En español los pronombres relativos (todos aparte de "cuyo") son también pronombres interrogativos; no así en alemán.
En contraste con el alemán, número y género en muchos pronombres relativos no son importantes en español. 
También, en español rara vez se separa la oración principal de la subordinada por medio de una coma. 
| quien - sujeto                  | El hombre, quien es el monitor, es también bombero. |
| que - objeto directo            | El hombre que vi ayer es bombero.                   |
| a quien - objeto indirecto      | El hombre a quien le dijeron eso era un periodista. |
| cuyo (a)(s) - atributo genitivo | El hombre cuya casa se quemó no aceptó ayuda.       |